# Pistola a salve
Una pistola a salve è una pistola, spesso costruita in lega di zama, caricata soltanto con cartucce a salve cioè prive di ogiva, emettendo solo un suono o meglio un "botto" simile a quello di un'arma che esplode cartucce (proiettili) con ogiva.
In Italia per legge la riproduzione di qualsiasi arma a salve deve essere munita, al momento della vendita, di tappo rosso sulla volata della canna e visibile in punta cioè a fine corsa della stessa canna e deve sempre essere munita di occlusione che non permetta l’inserimento, quindi l'utilizzo, di cartucce munite di ogiva.

## Tipi
Le pistole a salve possono essere di due tipi:
- Top Firing (con canna completamente ostruita e foro di sfiato nella parte superiore della canna, senza emissione di fiammata frontale)
- Front Firing (con canna parzialmente occlusa ed emissione di fiammata frontale)

In Italia sono legali solo le repliche top firing, ed al momento della vendita munite di tappo rosso all'estremità della canna.
Le repliche front firing possono sparare anche cartucce contenenti gas lacrimogeno, gas al peperoncino, razzi da segnalazione e così via.

## Controversie
Molte persone discutono sulla possibilità, secondo la legge, di rimuovere il tappo rosso all'estremità della canna.

La Cass. Pen, sez. II,05/05/1993, n°4594 ha statuito che:  
"Il semplice uso o porto fuori dalla propria abitazione di un giocattolo riproducente un’arma privo del tappo rosso assume rilevanza penale solo se mediante esso si realizzi un reato del quale l’uso o il porto di un’arma rappresenti elemento costitutivo o circostanza aggravante, dovendosi in tali casi ritenere la sussistenza del reato o dell’aggravante, ancorché si tratti di arma giocattolo. A carico, invece, di coloro che portino fuori dalla loro abitazione giocattoli riproducenti armi sprovvisti di tappo rosso non è più configurabile, per il semplice uso o porto, responsabilità penale, neppure in relazione agli artt. 4 e 7 legge 895 del 1967, modificati dagli artt. 12 e 14 legge 497 del 1974, o allo art. 4 legge n. 110 del 1975".
Inoltre, le armi a salve possono arrecare ustioni, se lo sfiato del gas è abbastanza vicino da colpire una persona.